# Socet (okręg Bihor)
Socet (słow. Huta Sočet) – wieś w Rumunii, w okręgu Bihor, w gminie Șinteu. W 2011 roku liczyła 103 mieszkańców.